# Araneus strandiellus
Araneus strandiellus là một loài nhện trong họ Araneidae.
Loài này thuộc chi Araneus. Araneus strandiellus được miêu tả năm 1951 bởi Charitonov.